# Crenicichla multispinosa
Crenicichla multispinosa är en fiskart som beskrevs av Pellegrin, 1903. Crenicichla multispinosa ingår i släktet Crenicichla och familjen Cichlidae. Inga underarter finns listade i Catalogue of Life.